# ムバーラク・ビン・サバーハ・アッ＝サバーハ
ムバーラク・ビン・サバーハ・アッ＝サバーハ（アラビア語：مبارك بن صباح الصباح, 英語: Mubarak bin Sabah Al-Sabah、1837年 - 1915年11月28日）はクウェートの首長（在位1896年 - 1915年）で、サバーハ家の第7代目当主。クウェートをオスマン帝国の1州の一部からイギリス保護下の国家に押し上げ、大首長の称号を得る。ムバラク1世、ムバラク大王とも。

## 生涯
兄との不和が理由で、インドのボンベイに移住していたが、1896年初め頃に、インドのボンベイからクウェートに戻る。兄で犬猿の仲であったムハンマドは警戒して宮廷にムバーラクを入らせずに、ムバーラクはクウェート市内で生活をする。当時の市民はムバーラクに同情したという。兄に公衆の面前で侮辱されたのを機会に、同年5月17日、クーデターを起こしてムハンマドともう一人の兄ジャッラーハを殺害して首長に就任した。

### 治世
1897年に宗主国であったオスマン帝国はクウェートの突然の簒奪者ムバーラクに対し、宗主権再確認の声明を出し、アル・ハサ地区の軍備を強化の上でバスラの兵力を増強した。1898年にオスマン帝国はクウェート侵攻を行おうとしたが、イギリスの抗議で取りやめることになった。そして、インド総督カーゾン卿と1899年1月23日にイギリスとの間の保護条約を結ぶ。
1899年、ドイツがオスマン帝国から、バクダート鉄道の敷設権を得る。この鉄道の終点はクウェートであったことから、1900年にイスタンブール駐在のドイツ総領事シュテムリッヒがクウェートを訪問し、鉄道建設計画の同意をムバーラクに求めるが、ムバーラクはこれを拒否した。
これより前の1897年12月、ジャバル・シャンマル王国のラシード家中興の祖といわれたムハンマド・イブン・アブドゥッラーが死去し、その甥のアブドゥルアズィーズ・イブン・ムトブイがラシード家の当主となる。これを好機と見て、1901年、当時クウェートに亡命していたサウード家や中央アラビアやメソポタミアの部族らと連合してラシード家とサリフ村で対決するが大敗する。これにより、ラシード家はクウェート湾の一番奥にあるジャハラ村まで進軍するが、イギリスからのラシード軍の即時退去要求により、難を逃れる。なお、1902年、サウード家のアブドゥルアズィーズ・イブン・サウードがリヤド奪還に成功する。しかし、次第にアブドゥルアジィーズの勢力が拡大してくるとこれに危機感を抱くようになる。
1903年、インド総督カーゾン卿がクウェート訪問。翌年からイギリス政府の代表として政務官を駐在させ、ブーシール政務監督官の管轄下となる。1913年10月27日、インド総督に、ムバーラクを始め、サバーハ家の方では1913年当時から油田の兆候に気付いていたらしく、手紙の中でブルガンに見られるチャンについて触れている。ムバーラク薨去後にブルガン油田が発見される。
1905年にはクウェート市南方のハワリで水量豊富な井戸が発見され、水供給が確保されたためにムバーラクの晩年にはこれまで2万人以下であった人口が3万5千人に増大する。また1912年にはクウェート最初の学校、ムバーラキーヤを設立する。
1914年、第一次世界大戦が起こる。サウード家の当主になり、中央アラビアでの覇権を確立していたアブドゥルアズィーズ・イブン・サウードより、オスマン帝国側に付くか、イギリス側に着くかの相談を持ちかけられる。同年、イギリスとバスラ上陸作戦にあわせて決起し、クウェート軍がバスラ周辺を制圧し、イギリス上陸の援護をし、その代償にイギリスがクウェートのオスマン帝国との断交及びイギリス保護下での自立を承認する約束をする。
1915年、イブン・サウードのアジマン族討伐に援軍として次男サリームを向わせたが、密かにアジマン族が負けそうになったら裏切るように指示。後にこれがイブン・サウードの知るところになってクウェートがサウード軍の侵攻を受けそうになった矢先に病死。ムバーラク薨去の報が伝わるとサウード軍は退却した。王位は長男ジャービル2世が継承。

## 人物 、逸話
先述のとおり、当時首長でオスマン帝国寄りの異母兄のムハンマドとの仲が悪く、その憂さ晴らしの放蕩の末、父から与えられた財産を使い切った後、母の形見の宝石を叩き売って、クウェートを去り、インドのボンベイに移る。この地でイギリスと関係を持ち、その援助で生活をする。その援助で相変わらず博打にのめり込んでいたが、ある人が金の出所について聞くと、ムバーラクは「アッラーは偉大なり。その寛大さは無限である」と慎ましく答えてとぼけるのが常であった。
クウェートに戻ってきた当時リヤドのサウード家がラシード家のムハンマド・イブン・アブドゥッラーに追われて、クウェートにいたが、サウード家当主の3男、アブドゥルアズィーズ・イブン・サウードの才能に目を付け、彼に教育を施し、のちに秘書としたという。また、ムバーラクはサウード家に好意的であったという。しかしながら、リヤド奪還が成功して以降、次第にアブドゥルアズィーズ・イブン・サウードの勢力拡大を警戒するようになる。なお伝記によってはこの関係の変化を『ムバーラクがアブドゥルアズィーズの成功に嫉妬したため』とするものもある。
ムバーラクは、中央アラビアの覇者になっていたラシード家に取って代わることを夢想していたという。しかし、サウード家や中央アラビアやメソポタミアの部族らと連合してラシード家と対決するが大敗すると、中央アラビアの覇者になることを諦めた。その後、弟分のアブドゥルアズィーズ・イブン・サウードがリヤドを奪回し、中央アラビアの覇者となっていく。これにより、ムバーラクはアブドゥルアズィーズ・イブン・サウードやトルコからクウェートの自治を守るためにイギリスの保護のもとオスマン帝国及びラシード家やサウード家との綱渡り外交に終始することとなる。

## 家族
- 父：サバーハ2世（首長位；1859年～1866年）
- 兄：アブドゥッラー2世（首長位；1866年～1892年）、ムハンマド首長（位；1892年～1896年）、ジャッラーハ
- 子息：

1. ジャービル2世（首長位；1915年～1917年）
2. サーリム首長（首長位；1917年～1921年）